# مطار زوارة
مطار زوارة الدولي، مطار ليبي بني سنة 1983 بمهبط طوله 1800م وعرض 45م، يقع المطار غربي مركز مدينة زوارة ويبعد عن العاصمة الليبية طرابلس حوالي 127 كم وعلى الحدود الليبية التونسية قرابة الـ60كم، تم اعتماده كمطار دولي ابتداءً من غشت 2014 نظراً لفقدان السيطرة على مطارات كبرى بليبيا كمطار طرابلس الدولي الذي تم اغلاقه للضرر الكبير الذي لحق به نتيجة القصف الذي تعرض له.

## المدرج
نظراً لطول المدرج الحالي 1800م لايستطيع المطار إستقبال الطائرات الكبيرة وحالياً لايستطيع سوى إستقبال الطائرات الصغيرة والمتوسطة الحجم وهي:
- طائرة Bombardier CRJ900 الموجودة لدى الخطوط الجوية الليبية وتحمل 70 راكب
- الطائرة الموجودة لدى شركة النفط

## خطوط وشركات الطيران
المطار يستقبل الآن طائرات شركة النفط المتوسطة الحجم، كما ويستقبل طائرات الهيلكوبتر (الإسعاف الجوي) التي تنقل الجرحى من مطار معيتيقة الدولي إلى مطار زوارة الدولي، ليتم اتمام عملية نقلهم براً إلى الحدود مع تونس.

## الرحلات الدولية
المطار لم يبدء في تسيير هذه الرحلات بعد وحتى الرحلات الداخلية لا توجد لها أي مواعيد مسبقة بعد نظراً لعدم افتتاح مكاتب خاصة بشركات الطيران الدولية والمحلية بعد لتقوم بالإشراف على تسيير هكذا رحلات وجل الطائرات التي تحط بمطار زوارة الآن إما تتبع الشركات النفطية أو الإسعاف الطائر.